# Allojapyx allodontus
Allojapyx allodontus är en urinsektsart som först beskrevs av Filippo Silvestri 1911.  Allojapyx allodontus ingår i släktet Allojapyx och familjen Japygidae. Inga underarter finns listade i Catalogue of Life.